# Crime of the Century
„Crime of the Century“ (на български: Престъплението на века) е третият студиен албум на британската арт рок група Супертрамп. Издаден е през 1974 година.
Това е първият албум на групата в класическия им състав. Произведението е записано в множество студия, сред които „Ramport Studios“ (тогава собственост на групата Ху) и „Trident Studios“. Много от композициите са в основата на концертите на Супертрамп и Роджър Ходжсън до днес. Почти целият албум е обхванат в концертното издание „Paris“ от 1980 година.
„Crime of the Century“ е първият албум на групата, влязъл в американската класация „Топ 40“. Произведението е сертифицирано като „Златен албум“ с над 500 000 продажби само за територията на САЩ.

## Списък на песните
Всички песни са написани от Роджър Ходжсън и Рик Дейвис.
Страна „А“
1. School – 5:35
2. Bloody Well Right – 4:32
3. Hide In Your Shell – 6:49
4. Asylum – 6:45

Страна „Б“
1. Dreamer – 3:31
2. Rudy – 7:17
3. If Everyone Was Listening – 4:04
4. Crime of the Century – 5:32

## Музиканти
- Рик Дейвис – клавишни инструменти, вокали
- Джон Хелиуел – саксофон, вокали
- Роджър Ходжсън – китара, клавишни, вокали
- Боб Сибенбърг – барабани
- Дуги Томпсън – баскитара